# 哈大铁路
哈大铁路是连接黑龙江省的哈尔滨市和辽宁省的大连市铁路的俗称，旧称中国长春铁路南段，全长944公里，系中国东北地区的交通命脉。哈尔滨至大连的铁路建于1903年东清铁路公司所修建的南满洲支线，而“哈大铁路”这一名称出现自1945年满铁解散后中长铁路公司运营时期，1993年又进行了“哈大线电气化改造工程”。哈大铁路以长春站为界，北段曾有中长路、京滨线、哈长线、长滨线等名称，南段曾有满铁本线、连长线、连京线、长大线等名称。2006年12月31日，长大铁路和长滨铁路以沈阳北站为界，重组为京哈铁路沈哈段和沈大铁路。

## 历史
哈大铁路始建于1898年（清朝光绪二十四年），当时为沙俄所建的中东铁路南满洲支线，1898年7月6日在宽城子动工:15，1903年7月14日哈尔滨站至旅顺站全线通车，全长946.5公里，为宽轨铁路。1904年日俄战争爆发，公主岭站以南路段被日军占领，并改为于日本本土一致的1067毫米的窄轨。沙俄战败。1905年日俄双方签订《朴次茅斯和约》，将长春宽城子站以南的铁路转交给日本。而东清铁路公司为实现宽轨北段与准轨南段之间的联运，在宽城子车站修建了换装站台:162。
1906年11月26日，日本成立南满洲铁道株式会社，将长春段至旅顺段改名为南满铁路，划归该公司管辖。1907年7月，为了与京奉铁路（北京至沈阳铁路）连接，满铁又将南满铁路规矩改成了标准轨的1435毫米，并一直沿用至今，原有的窄轨线路于1908年5月起陆续拆除:18。满铁于1907年开始对长大干线进行复线化，大连至苏家屯段于1909年10月27日完成复线铺轨，苏家屯至沈阳的复线则于1920年11月16日建成，沈阳以北至长春的复线1919年开工，但工程自1921年起时断时续，直至1934年9月26日才全部开通:18。
1931年“九一八事变”后，日本侵占黑龙江，控制除了中东铁路以外的黑龙江地区各铁路。1932年，日本人的傀儡政权满洲国成立，南满铁路改归满洲国管辖，长春至大连段称连京线:14，但在1933年2月满洲国又同满铁订立委托经营契约，将所控制的满洲国有铁道的管理与建设权交给后者，由同年3月在奉天成立的“铁路总局”统辖管理。
苏联于1935年3月将北满铁路以1亿4千万日元卖给满洲国，称为京滨线。同年8月31日，满铁将新京至哈尔滨区间的路轨由宽轨改为标准轨，哈尔滨至大连之间可以直接通车，但由于新京站路轨西进西出，列车仍需在车站换向。11月1日，长白铁路正式通车，北满铁路哈尔滨北上的路线改由东侧出站，在小南站附近进入原轨道，原宽城子站关闭。
1945年日本战败，中俄两国达成《关于中国长春铁路之协定》规定，将哈尔滨至大连、旅顺路段合并成中国长春铁路，归中华民国与苏联共通所有。中华人民共和国成立后的1950年2月14日，中苏在莫斯科签订《中苏关于中国长春铁路、旅顺口及大连的协定》，规定1952年前将该铁路无偿移交中国政府。1952年12月31日，中长铁路由中国收回，并恢复设立哈尔滨铁路管理局，管辖包括哈大铁路的中长铁路全线。
第二次国共内战期间，长大线除大连至石河、苏家屯至铁岭这两个较为完整的区段外，其余区段均遭到不同程度的破坏:19。后经一系列抢修，长大线于1949年初恢复全线单线通车，复线修复工程也于1949年开始，直至1958年9月30日全面恢复双线行车:20。
哈大铁路电气化改造工程于1994年开工，2001年11月30日全线改造结束，最高运营时速提至200公里。
2006年12月31日18时起，长大线沈阳北至大连段更名为沈大线。

## 事故
- 1975年2月4日，大连站开往北京站的31次直通旅客快车在哈大铁路唐王山站经历海城大地震，所幸无人伤亡[10][11]。
- 2003年8月5日，哈尔滨站到汉口站的T184次列车在哈大铁路的五家站和安西站间与冲上铁路的两头奶牛相撞，事故造成两头奶牛当场死亡[12]。
- 2004年8月31日，佳木斯站开往烟台站的1394次列车在经过哈大铁路中固站11号道岔处时，因为道岔处于反位状态，导致机后5，7位车厢各有一位台车脱轨，所幸无人伤亡[13]